# Ali Akbar Fazli
Ali Akbar Fazli (pers. علی‌اکبر فضلی;ur. 2001) – irański zapaśnik walczący w stylu wolnym. Drugi w Pucharze Świata w 2022. Trzeci na MŚ U-23 w 2021 i kadetów w 2018 roku. 